# Rhachomyces zuphii
Rhachomyces zuphii är en svampart som beskrevs av Thaxt. 1904. Rhachomyces zuphii ingår i släktet Rhachomyces och familjen Laboulbeniaceae.   Inga underarter finns listade i Catalogue of Life.